# Flaga Arabii Saudyjskiej
Flaga Arabii Saudyjskiej jest zielonym prostokątem (zieleń – symbol islamu) z białym napisem w języku arabskim „‏لا إله إلا الله محمد رسول الله‎” (lā ʾilāha ʾillā-llāh, muhammadun rasūlu-llāh; Nie ma Boga prócz Allaha, a Mahomet jest jego prorokiem) – jest to szahada, czyli wyznanie wiary – jeden z pięciu filarów wiary muzułmańskiej. Pod napisem jest wizerunek miecza.
Od 2023 r. co roku 11 marca obchodzi się Dzień Flagi Arabii Saudyjskiej. Na 11 marca przypada bowiem rocznicą oficjalnego ustanowienia 1. flagi Arabii Saudyjskiej w 1937 roku, a dokładniej jej zatwierdzenia przez króla Ibn Sauda. 

## Konstrukcja i proporcje

Schemat flagi

Zielony prostokąt o proporcjach 2:3 z białym napisem (szahadą) zapisanym wariantem thuluth pisma arabskiego i białym mieczem pod napisem. Szahada po obu stronach płata flagi jest zapisana zgodnie z regułami pisma arabskiego (od prawej ku lewej), natomiast rękojeść miecza zwrócona jest z obu stron flagi ku drzewcowi, w wyniku czego wygląd przedniej i tylnej strony flagi jest inny.
|                       | Zieleń      | Biel        |
| --------------------- | ----------- | ----------- |
| PMS                   | 2427 C      | Biały       |
| RGB                   | 0/84/48     | 255/255/255 |
| System heksadecymalny | #005430     | #FFFFFF     |
| CMYK                  | 100/0/42/67 | 0/0/0/0     |

## Historia
Obecną wersję flagi przyjęto 15 marca 1973. Flaga jest ta bardzo podobna do używanej od 1901 flagi wahhabitów – zwolenników odnowy religijnej, którzy w 1932 utworzyli Arabię Saudyjską.
Autorem kaligrafii tekstu na fladze jest kaligraf Abdullah Otaibi (1938-2023).